# Stylops dentatae
Stylops dentatae (лат.) — вид веерокрылых насекомых рода Stylops из семейства Stylopidae. Япония (Хонсю, Нагано).
Длина цефалоторакса 0,91 мм, максимальная ширина 0,97 мм; интермандибулярное расстояние 0,15 мм. Характеризуется трапециевидной формой цефалоторокса, который шире своей длины и менее пигментирован.
Паразиты пчёл вида Andrena (Hoplandrena) dentata (Andrena, Andrenidae).
Вид был впервые описан в 1990 году японскими энтомологами Тэйдзи Кифунэ (Kifune Teiji; Department of Parasitology, School of Medicine, Университет Фукуоки, Фукуока) и Ясуо Маэтой (Maeta Yasuo; Division of Environmental Biology, Faculty of Agriculture, Университет Симанэ, Япония) и именован по видовому названию пчелы-хозяина.
В одной из новых работ по роду Stylops  в ходе анализа ДНК авторами (Straka et al., 2015) рассматривается в качестве предположительного синонима вида ?=Stylops yamatonis Kifune & Hirashima, 1985 (в статусе «Supposed new junior subjective synonym», что на 2018 год не подтверждено соответствующими профильными базами данных, например, Eol.org и Strepsiptera database).